# DTM-Saison 2014
Die DTM-Saison 2014 war die 28. Saison der DTM und die 15. seit Neugründung der Serie im Jahr 2000. Die Saison begann am 4. Mai in Hockenheim und ging am 19. Oktober an gleicher Stelle zu Ende.

## Sportliche und technische Änderungen

### Hersteller
BMW setzte ab der Saison 2014 den BMW M4 DTM ein, der den seit 2012 eingesetzten BMW M3 DTM ablöste.

### Reglement
Das Rollout am Freitag wurde in zwei Segmente unterteilt, die jeweils 15 Minuten dauerten. Die Rollouts fanden für Fahrzeuge mit geraden und ungeraden Startnummern getrennt statt, so dass jedes Team immer nur ein Fahrzeug einsetzen durfte. Nach dem dritten Rennen wurde beschlossen, das 90-minütige freie Training am Samstag durch zwei Trainings zu je 60 Minuten zu ersetzen.
Der Qualifying-Modus wurde dem der Formel-1-Weltmeisterschaft angeglichen, damit entfiel das Einzelzeitfahren der schnellsten vier Piloten aus dem dritten Qualifying-Segment. Der Grund für diese Änderung war die Reduzierung der TV-Sendezeit durch die ARD.
Die Anzahl der Pflichtboxenstopps wurde zur Saison 2014 auf einen reduziert, in der Vorsaison waren noch zwei Reifenwechsel vorgeschrieben. Der Pflichtboxenstopp musste im sogenannten Boxenstoppfenster stattfinden, das dem zweiten Renndrittel entsprach. Während einer Safety-Car-Phase durfte er jedoch nicht absolviert werden. Dafür war es gestattet, ihn in den ersten sechs Runden nach einer Safety-Car-Phase durchzuführen, auch wenn dieser Stopp damit nicht im zweiten Renndrittel stattfand. Mit der weichen Reifenmischung durfte jedoch nicht mehr als die Hälfte der Renndistanz zurückgelegt werden. Die einzige erlaubte Ausnahme war wiederum eine Safety-Car-Phase, dann musste jedoch der Reifenwechsel in den ersten sechs Runden nach Ende der Phase durchgeführt werden. Nach dem zweiten Saisonrennen wurde die Regel überarbeitet: Auf Kursen mit einer geraden Rundenanzahl im Rennen durfte die weichere Reifenmischung maximal eine Runde weniger als die Rennhälfte verwendet werden, bei Rennen mit einer ungeraden Rundenanzahl waren es 1,5 Runden weniger als eine rechnerische Rennhälfte. Nach dem dritten Rennen wurde entschieden, dass bei Regenrennen das Boxenstoppfenster entfiel.
Das in der Vorsaison eingeführte Drag Reduction System (DRS) durfte in dieser Saison bis zum Ende des Rennens verwendet werden, zuvor wurde es in den drei letzten Runden deaktiviert. Außerdem entschieden sich die Fahrer dazu, es auch beim Rennen in Zandvoort nutzen zu dürfen. Im Vorjahr war dies aufgrund von Sicherheitsbedenken nicht gestattet.
Abhängig von den erzielten Rennresultaten mussten alle Fahrzeuge einer Marke mit sogenannten Performance-Gewichten versehen werden. Die maximale Zuladung betrug zehn Kilogramm. Pro Hersteller durften nur noch zwei Ersatzmotoren verwendet werden.

### Reifen
Alle Teams verwendeten Reifen von Hankook.

## Starterfeld
Folgende Fahrer sind in der Saison gestartet:
| Nr. | Fahrer                 | Team                                   | Fahrzeug                      | Rennwochenende |
| --- | ---------------------- | -------------------------------------- | ----------------------------- | -------------- |
| 1   | Mike Rockenfeller      | Audi Sport Team Phoenix                | Audi RS 5 DTM 2014            | alle           |
| 2   | Timo Scheider          | Audi Sport Team Phoenix                | Audi RS 5 DTM 2014            | alle           |
| 3   | Augusto Farfus         | BMW-Team-RBM                           | BMW M4 DTM 2014               | alle           |
| 4   | Joey Hand              | BMW-Team-RBM                           | BMW M4 DTM 2014               | alle           |
| 5   | Christian Vietoris     | Original-Teile/AMG-Mercedes            | DTM AMG Mercedes C-Coupé 2014 | alle           |
| 6   | Paul di Resta          | Original-Teile/AMG-Mercedes            | DTM AMG Mercedes C-Coupé 2014 | alle           |
| 7   | Mattias Ekström        | Audi Sport Team Abt Sportsline         | Audi RS 5 DTM 2014            | alle           |
| 8   | Miguel Molina          | Audi Sport Team Abt Sportsline         | Audi RS 5 DTM 2014            | alle           |
| 9   | Bruno Spengler         | BMW-Team-Schnitzer                     | BMW M4 DTM 2014               | alle           |
| 10  | Martin Tomczyk         | BMW-Team-Schnitzer                     | BMW M4 DTM 2014               | alle           |
| 11  | Gary Paffett           | EURONICS/FREE MAN'S WORLD AMG-Mercedes | DTM AMG Mercedes C-Coupé 2014 | alle           |
| 12  | Robert Wickens         | EURONICS/FREE MAN'S WORLD AMG-Mercedes | DTM AMG Mercedes C-Coupé 2014 | alle           |
| 15  | Edoardo Mortara        | Audi Sport Team Abt                    | Audi RS 5 DTM 2014            | alle           |
| 16  | Adrien Tambay          | Audi Sport Team Abt                    | Audi RS 5 DTM 2014            | alle           |
| 17  | Timo Glock             | BMW-Team-MTEK                          | BMW M4 DTM 2014               | alle           |
| 18  | António Félix da Costa | BMW-Team-MTEK                          | BMW M4 DTM 2014               | alle           |
| 19  | Daniel Juncadella      | Petronas/AMG-Mercedes                  | DTM AMG Mercedes C-Coupé 2014 | alle           |
| 20  | Witali Petrow          | Petronas/AMG-Mercedes                  | DTM AMG Mercedes C-Coupé 2014 | alle           |
| 21  | Jamie Green            | Audi Sport Team Rosberg                | Audi RS 5 DTM 2014            | alle           |
| 22  | Nico Müller            | Audi Sport Team Rosberg                | Audi RS 5 DTM 2014            | alle           |
| 23  | Marco Wittmann         | BMW-Team-RMG                           | BMW M4 DTM 2014               | alle           |
| 24  | Maxime Martin          | BMW-Team-RMG                           | BMW M4 DTM 2014               | alle           |
| 25  | Pascal Wehrlein        | Gooix AMG-Mercedes                     | DTM AMG Mercedes C-Coupé 2014 | alle           |

- Roberto Merhi war Testfahrer der Mercedes-Teams.

### Änderungen bei den Fahrern
Die folgende Auflistung enthält neben den Einsteigern und Rückkehrern für die Saison 2014 alle Fahrer, die an der DTM-Saison 2013 teilgenommen haben und in der Saison 2014 nicht für dasselbe Team wie 2013 starteten.
Fahrer, die ihr Team gewechselt haben:
- Jamie Green: Audi Sport Team Abt Sportsline → Audi Sport Team Rosberg
- Miguel Molina: Audi Sport Team Phoenix → Audi Sport Team Abt
- Edoardo Mortara: Audi Sport Team Rosberg → Audi Sport Team Abt Sportsline
- Timo Scheider: Audi Sport Team Abt → Audi Sport Team Phoenix
- Martin Tomczyk: BMW-Team-RMG → BMW-Team-Schnitzer
- Pascal Wehrlein: stern / AMG Mercedes → Gooix Mercedes AMG
- Marco Wittmann: BMW-Team-MTEK → BMW-Team-RMG

Fahrer, die in die DTM einsteigen bzw. zurückkehren:
- António Félix da Costa: Formel Renault 3.5 (Arden Caterham) → BMW-Team-MTEK
- Maxime Martin: Blancpain Endurance Series (Marc VDS Racing Team) → BMW-Team-RMG
- Nico Müller: Formel Renault 3.5 (International Draco Racing) → Audi Sport Team Rosberg
- Witali Petrow: Auszeit → Petronas / AMG Mercedes
- Paul di Resta: Formel 1 (Sahara Force India F1 Team) → Original-Teile/AMG Mercedes

Fahrer, die die DTM verlassen haben:
- Filipe Albuquerque: Audi Sport Team Rosberg → United SportsCar Championship (Flying Lizard Motorsports)
- Roberto Merhi: EURONICS / THOMAS SABO Mercedes AMG → Formel Renault 3.5 (Zeta Corse)
- Andy Priaulx: BMW-Team-RMG → United SportsCar Championship (BMW Team RLL)[9]
- Dirk Werner: BMW-Team-Schnitzer → Blancpain Endurance Series (Marc VDS Racing Team)[9]

## Rennkalender und Ergebnisse
Der Rennkalender wurde im Vergleich zur Vorsaison leicht modifiziert. Das Rennen in Brands Hatch im Vereinigten Königreich gehörte 2014 nicht mehr zum Rennkalender, dafür wurde der Hungaroring im ungarischen Mogyoród in den DTM-Kalender aufgenommen. Auch der Lauf im niederländischen Zandvoort sollte ursprünglich durch ein Rennen auf einem eigens für die DTM entworfenen Stadtkurs im chinesischen Guangzhou ersetzt werden. Nachdem allerdings Verzögerungen beim Umbau der Strecke in Guangzhou auftraten, begannen Verhandlungen, auf eine andere chinesische Rennstrecke auszuweichen. Im Fokus lag hierbei vor allem der Zhuhai International Circuit. Als auch diese Verhandlungen scheiterten, entschloss man sich im Juli 2014, den neunten DTM-Lauf im September 2014 erneut im niederländischen Zandvoort auszutragen.
| Runde | Rennstrecke    | Datum         | Sieger             | Zweiter            | Dritter         | Pole- Position    | Schnellste Rennrunde | Gesamtführender Fahrer | Gesamtführender Hersteller |
| ----- | -------------- | ------------- | ------------------ | ------------------ | --------------- | ----------------- | -------------------- | ---------------------- | -------------------------- |
| 1     | Hockenheimring | 4. Mai        | Marco Wittmann     | Mattias Ekström    | Adrien Tambay   | Adrien Tambay     | Martin Tomczyk       | Marco Wittmann         | BMW                        |
| 2     | Oschersleben   | 18. Mai       | Christian Vietoris | Mike Rockenfeller  | Edoardo Mortara | Marco Wittmann    | Miguel Molina        | Mike Rockenfeller      | Audi                       |
| 3     | Hungaroring    | 1. Juni       | Marco Wittmann     | Miguel Molina      | Bruno Spengler  | Marco Wittmann    | Nico Müller          | Marco Wittmann         | Audi                       |
| 4     | Norisring      | 29. Juni      | Robert Wickens     | Jamie Green        | Mattias Ekström | Robert Wickens    | Mattias Ekström      | Marco Wittmann         | Audi                       |
| 5     | Wolokolamsk    | 13. Juli      | Maxime Martin      | Bruno Spengler     | Mattias Ekström | Maxime Martin     | Miguel Molina        | Marco Wittmann         | Audi                       |
| 6     | Red Bull Ring  | 3. August     | Marco Wittmann     | Augusto Farfus     | Timo Glock      | Robert Wickens    | Mike Rockenfeller    | Marco Wittmann         | BMW                        |
| 7     | Nürburgring    | 17. August    | Marco Wittmann     | Mike Rockenfeller  | Edoardo Mortara | Marco Wittmann    | Marco Wittmann       | Marco Wittmann         | BMW                        |
| 8     | Lausitzring    | 14. September | Pascal Wehrlein    | Christian Vietoris | Timo Scheider   | Pascal Wehrlein   | Timo Scheider        | Marco Wittmann         | BMW                        |
| 9     | Zandvoort      | 28. September | Mattias Ekström    | Marco Wittmann     | Martin Tomczyk  | Mike Rockenfeller | Marco Wittmann       | Marco Wittmann         | BMW                        |
| 10    | Hockenheimring | 19. Oktober   | Mattias Ekström    | Mike Rockenfeller  | Jamie Green     | Miguel Molina     | Marco Wittmann       | Marco Wittmann         | Audi                       |

## Meisterschaftsergebnisse

### Punktesystem
Punkte wurden an die ersten 10 klassifizierten Fahrer in folgender Anzahl vergeben:
| Platz  | 1. | 2. | 3. | 4. | 5. | 6. | 7. | 8. | 9. | 10. |
| Punkte | 25 | 18 | 15 | 12 | 10 | 8  | 6  | 4  | 2  | 1   |

### Fahrerwertung
Insgesamt kamen 22 Fahrer in die Punktewertung.
| Platz | Fahrer                 | HOC1 | OSC | HUN | NOR | MOS | RBR | NÜR | LAU | ZAN | HOC2 | Punkte |
| ----- | ---------------------- | ---- | --- | --- | --- | --- | --- | --- | --- | --- | ---- | ------ |
| 1     | Marco Wittmann         | 1    | 19  | 1   | 6   | 4   | 1   | 1   | 6   | 2   | 5    | 156    |
| 2     | Mattias Ekström        | 2    | 13  | 9   | 3   | 3   | 7   | DNF | DNF | 1   | 1    | 106    |
| 3     | Mike Rockenfeller      | 4    | 2   | 10  | 8   | DNF | 13  | 2   | 10  | 15  | 2    | 72     |
| 4     | Christian Vietoris     | 15   | 1   | 20* | 21* | 7   | 9   | 6   | 2   | 5   | 14   | 69     |
| 5     | Edoardo Mortara        | 22*  | 3   | 4   | 4   | 9   | 16  | 3   | 16  | 4   | 22*  | 68     |
| 6     | Martin Tomczyk         | 7    | 9   | 13  | DNF | 13  | 4   | 8   | 8   | 3   | 7    | 49     |
| 7     | Maxime Martin          | 20   | 14  | 6   | 17  | 1   | 14  | 7   | 14  | 6   | DNF  | 47     |
| 8     | Pascal Wehrlein        | 11   | DNF | 14  | 5   | 8   | DNF | 10  | 1   | 7   | 20*  | 46     |
| 9     | Timo Scheider          | 9    | 7   | DNF | 10  | DNF | 5   | DNF | 3   | 9   | 6    | 44     |
| 10    | Jamie Green            | DNF  | 18* | 7   | 2   | DNF | 8   | 14  | 17* | 14  | 3    | 43     |
| 11    | Bruno Spengler         | 6    | 12  | 3   | 11  | 2   | 10  | 12  | 15  | 16  | 12   | 42     |
| 12    | Robert Wickens         | 18   | DNF | 11  | 1   | 14  | DSQ | 9   | 5   | 8   | 17   | 41     |
| 13    | Augusto Farfus         | 8    | 5   | 21* | 14  | 10  | 2   | DNF | 7   | DNF | 16   | 39     |
| 14    | Adrien Tambay          | 3    | 10  | 5   | 9   | DNF | 6   | 11  | 18* | DNF | 19*  | 36     |
| 15    | Paul di Resta          | 14   | 4   | 18  | 15  | DNF | 18  | 4   | DNF | DNF | 4    | 36     |
| 16    | Timo Glock             | 5    | DNF | 19  | 16  | 6   | 3   | 16  | DNF | 12  | 11   | 33     |
| 17    | Miguel Molina          | 13   | 6   | 2   | 22* | 12  | 11  | DNF | 9   | 18* | 8    | 32     |
| 18    | Daniel Juncadella      | 19   | DNF | 16  | 13  | 15  | 15  | 5   | 4   | 17  | 21*  | 22     |
| 19    | Nico Müller            | 16   | 16  | 12  | 18  | 5   | 19  | DNF | DNF | DNF | 13   | 10     |
| 20    | Joey Hand              | 10   | 15  | 15  | 7   | 17  | 12  | 17  | 11  | 10  | 15   | 8      |
| 21    | António Félix da Costa | 21*  | 11  | 8   | 20  | 11  | DNF | 13  | DNF | 13  | 9    | 6      |
| 22    | Gary Paffett           | 12   | 8   | DNF | 12  | 16  | 17  | 15  | 13  | 19* | 10   | 5      |
| 23    | Witali Petrow          | 17   | 17  | 17  | 19  | 18  | 20  | 18  | 12  | 11  | 18*  | 0      |
| Platz | Team                   | HOC1 | OSC | HUN | NOR | MOS | RBR | NÜR | LAU | ZAN | HOC2 | Punkte |

| Legende  | Legende            | Legende                                                          |
| Farbe    | Abkürzung          | Bedeutung                                                        |
| -------- | ------------------ | ---------------------------------------------------------------- |
| Gold     | –                  | Sieg                                                             |
| Silber   | –                  | 2. Platz                                                         |
| Bronze   | –                  | 3. Platz                                                         |
| Grün     | –                  | Platzierung in den Punkten                                       |
| Blau     | –                  | Klassifiziert außerhalb der Punkteränge                          |
| Violett  | DNF                | Rennen nicht beendet (did not finish)                            |
| Violett  | NC                 | nicht klassifiziert (not classified)                             |
| Rot      | DNQ                | nicht qualifiziert (did not qualify)                             |
| Rot      | DNPQ               | in Vorqualifikation gescheitert (did not pre-qualify)            |
| Schwarz  | DSQ                | disqualifiziert (disqualified)                                   |
| Weiß     | DNS                | nicht am Start (did not start)                                   |
| Weiß     | WD                 | zurückgezogen (withdrawn)                                        |
| Hellblau | PO                 | nur am Training teilgenommen (practiced only)                    |
| Hellblau | TD                 | Freitags-Testfahrer (test driver)                                |
| ohne     | DNP                | nicht am Training teilgenommen (did not practice)                |
| ohne     | INJ                | verletzt oder krank (injured)                                    |
| ohne     | EX                 | ausgeschlossen (excluded)                                        |
| ohne     | DNA                | nicht erschienen (did not arrive)                                |
| ohne     | C                  | Rennen abgesagt (cancelled)                                      |
| ohne     | keine WM-Teilnahme |                                                                  |
| sonstige | P/fett             | Pole-Position                                                    |
| sonstige | 1/2/3/4/5/6/7/8    | Punktplatzierung im Sprint-/Qualifikationsrennen                 |
| sonstige | SR/kursiv          | Schnellste Rennrunde                                             |
| sonstige | *                  | nicht im Ziel, aufgrund der zurückgelegten Distanz aber gewertet |
| sonstige | ()                 | Streichresultate                                                 |
| sonstige | unterstrichen      | Führender in der Gesamtwertung                                   |

### Teamwertung
| Platz | Team                                   | Nr. | HOC1 | OSC | HUN | NOR | MOS | RBR | NÜR | LAU | ZAN | HOC2 | Punkte |
| ----- | -------------------------------------- | --- | ---- | --- | --- | --- | --- | --- | --- | --- | --- | ---- | ------ |
| 1     | BMW-Team-RMG                           | 23  | 1    | 19  | 1   | 6   | 4   | 1   | 1   | 6   | 2   | 5    | 203    |
| 1     | BMW-Team-RMG                           | 24  | 20   | 14  | 6   | 17  | 1   | 14  | 7   | 14  | 6   | DNF  | 203    |
| 2     | Audi Sport Team Abt Sportsline         | 7   | 2    | 13  | 9   | 3   | 3   | 7   | DNF | DNF | 1   | 1    | 138    |
| 2     | Audi Sport Team Abt Sportsline         | 8   | 13   | 6   | 2   | 22  | 12  | 11  | DNF | 9   | 18  | 8    | 138    |
| 3     | Audi Sport Team Phoenix                | 1   | 4    | 2   | 10  | 8   | DNF | 13  | 2   | 10  | 15  | 2    | 116    |
| 3     | Audi Sport Team Phoenix                | 2   | 9    | 7   | DNF | 10  | DNF | 5   | DNF | 3   | 9   | 6    | 116    |
| 4     | Original-Teile/AMG-Mercedes            | 5   | 15   | 1   | 20  | 21  | 7   | 9   | 6   | 2   | 5   | 14   | 105    |
| 4     | Original-Teile/AMG-Mercedes            | 6   | 14   | 4   | 18  | 15  | DNF | 18  | 4   | DNF | DNF | 4    | 105    |
| 5     | Audi Sport Team Abt                    | 15  | 22   | 3   | 4   | 4   | 9   | 16  | 3   | 16  | 4   | 22   | 104    |
| 5     | Audi Sport Team Abt                    | 16  | 3    | 10  | 5   | 9   | DNF | 6   | 11  | 18  | DNF | 19   | 104    |
| 6     | BMW-Team-Schnitzer                     | 9   | 6    | 12  | 3   | 11  | 2   | 10  | 12  | 15  | 16  | 12   | 91     |
| 6     | BMW-Team-Schnitzer                     | 10  | 7    | 9   | 13  | DNF | 13  | 4   | 8   | 8   | 3   | 7    | 91     |
| 7     | Audi Sport Team Rosberg                | 21  | DNF  | 18  | 7   | 2   | DNF | 8   | 14  | 17  | 14  | 3    | 53     |
| 7     | Audi Sport Team Rosberg                | 22  | 16   | 16  | 12  | 18  | 5   | 19  | DNF | DNF | DNF | 13   | 53     |
| 8     | BMW-Team-RBM                           | 3   | 8    | 5   | 21  | 14  | 10  | 2   | DNF | 7   | DNF | 16   | 47     |
| 8     | BMW-Team-RBM                           | 4   | 10   | 15  | 15  | 7   | 17  | 12  | 17  | 11  | 10  | 15   | 47     |
| 9     | Gooix AMG-Mercedes                     | 25  | 11   | DNF | 14  | 5   | 8   | DNF | 10  | 1   | 7   | 20   | 46     |
| 10    | EURONICS/FREE MAN'S WORLD AMG-Mercedes | 11  | 12   | 8   | DNF | 12  | 16  | 17  | 15  | 13  | 19  | 10   | 46     |
| 10    | EURONICS/FREE MAN'S WORLD AMG-Mercedes | 12  | 18   | DNF | 11  | 1   | 14  | DSQ | 9   | 5   | 8   | 17   | 46     |
| 11    | BMW-Team-MTEK                          | 17  | 5    | DNF | 19  | 16  | 6   | 3   | 16  | DNF | 12  | 11   | 39     |
| 11    | BMW-Team-MTEK                          | 18  | 21   | 11  | 8   | 20  | 11  | DNF | 13  | DNF | 13  | 9    | 39     |
| 12    | Petronas/AMG-Mercedes                  | 19  | 19   | DNF | 16  | 13  | 15  | 15  | 5   | 4   | 17  | 21   | 22     |
| 12    | Petronas/AMG-Mercedes                  | 20  | 17   | 17  | 17  | 19  | 18  | 20  | 18  | 12  | 11  | 18   | 22     |
| Platz | Team                                   | Nr. | HOC1 | OSC | HUN | NOR | MOS | RBR | NÜR | LAU | ZAN | HOC2 | Punkte |

### Markenwertung
| Platz | Konstrukteur  | HOC1 | OSC | HUN | NOR | MOS | RBR | NÜR | LAU | ZAN | HOC2 | Punkte |
| ----- | ------------- | ---- | --- | --- | --- | --- | --- | --- | --- | --- | ---- | ------ |
| 1     | Audi          | 47   | 48  | 49  | 52  | 27  | 28  | 33  | 18  | 39  | 70   | 411    |
| 2     | BMW           | 54   | 12  | 52  | 14  | 64  | 71  | 35  | 18  | 42  | 18   | 380    |
| 3     | Mercedes-Benz | 0    | 41  | 0   | 35  | 10  | 2   | 33  | 65  | 20  | 13   | 219    |